# Șamanivka, Odesa
Șamanivka (în ucraineană Шаманівка) este un sat în comuna Krasnosilka din raionul Odesa, regiunea Odesa, Ucraina.

## Demografie
Componența lingvistică a localității Șamanivka
     Ucraineană (87,07%)
     Rusă (9,48%)
     Română (2,59%)
     Alte limbi (0,86%)
Conform recensământului din 2001, majoritatea populației localității Șamanivka era vorbitoare de ucraineană (87,07%), existând în minoritate și vorbitori de rusă (9,48%) și română (2,59%).